# Ryszard Panasiuk
Ryszard Panasiuk (ur. 28 kwietnia 1931 w Józefinie, zm. 17 kwietnia 2024 w Łodzi) – polski filozof, profesor zwyczajny Uniwersytetu Łódzkiego.

## Życiorys
W latach 1952–1957 studiował na Wydziale Filozoficznym Uniwersytetu Warszawskiego, gdzie napisał pracę magisterską pod kierunkiem Tadeusza Krońskiego. Pracę doktorską, przygotowaną pod kierunkiem Bronisława Baczki, dotyczącą filozofii politycznej młodoheglistów obronił na Wydziale Filozoficzno-Historycznym Uniwersytetu Łódzkiego. Habilitował się w 1979 r. na Uniwersytecie Warszawskim na podstawie rozprawy Dziedzictwo heglowskie i marksizm. Tytuł naukowy profesora nadzwyczajnego otrzymał w 1982, profesora zwyczajnego – w 1989.
Jeden z czołowych filozofów marksistowskich w okresie Polski Ludowej, odchodzący coraz bardziej od teorii w okresie powstania Solidarności do całkowitego porzucenia marksizmu jako wyznawanego paradygmatu po transformacji ustrojowej 1989 roku.
Autor ponad 100 publikacji naukowych, w znakomitej większości z dziedziny filozofii społecznej niemieckiego kręgu kulturowego.

## Prace
- Filozofia i państwo. Studium myśli polityczno-społecznej lewicy heglowskiej i młodego Marksa 1838–1843, Książka i Wiedza, Warszawa 1967;
- Lewica heglowska, Wiedza Powszechna, Warszawa 1969;
- Feuerbach, Wiedza Powszechna, Warszawa 1972 (wyd. 1) i 1981 (wyd. 2);
- Dziedzictwo heglowskie i marksizm, Książka i Wiedza, Warszawa 1979;
- Hegel i Marks. Studia i szkice, Książka i Wiedza, Warszawa 1986;
- Schelling, Wiedza Powszechna, Warszawa 1987;
- Filozofia: Historia i współczesność. Studia, odczyty, eseje, Wydawnictwo Uniwersytetu Łódzkiego, Łódź 2001;
- Przyroda – Człowiek – Polityka. Z dziejów filozofii niemieckiej XVIII/XIX wieku, Oficyna Naukowa, Warszawa 2002;
- Filozofowanie jako dialog z dziedzictwem duchowym przeszłości, Wydawnictwo Rolewski, Nowa Wieś k. Torunia 2008.